# Großer Treppelsee
Der Große Treppelsee ist ein von Schlaube und Planfließ gespeister See südlich von Müllrose und östlich von Beeskow bei Dammendorf in Brandenburg. Umgangssprachlich wird er auch Großer Treppelnsee genannt.
Das Einzugsgebiet des Sees ist 58,4 km² groß und erstreckt sich fast ausschließlich in östlicher Richtung. Er ist ein beliebtes Angelgewässer und liegt im Naturpark Schlaubetal. Zum Stillen Treppelsee besteht eine Verbindung über das Planfließ, welches mit dem Graben vom Treppelsee verbunden ist.

## Namensdeutung
Dem Gewässernamen liegt ein mehrdeutiges altsorbisches Hydronym Trebule zugrunde, daher ist die eigentliche Bedeutung im Dunkeln, jedoch kann man die Sprachvariationen belegen: 1316 Trebelyn maior et minor = Großer und Kleiner Trebelyn, um 1416 an dem Trebul, 1700 Trebal See, oder 1700 beym Kleinen See. 
Es wäre jedoch naheliegend, auf den alten Namen der Schlaube zurückzuführen, die Übersetzung der Urkunde von 1249 ad lacum altiorem trebule = zum oberen See der Trebula (Schlaube). Dann könnte der Name auf trebiti = reinigen, roden, den Wald lichten zurückgehen. Was die Häufung dieses Wortstammes in der Region erklären ließe, da man nicht nur den drei Treppelseen begegnet, sorbisch trępļzē, sondern auch dem Ort Treppeln.
Alexander Buttmann führte den Namen hingegen auf ein ebenfalls sorbisches trébule von tróba = Notdurft bzw. trébasch = bedürfen zurück, welches für eine armselige Gegend im Namen stehen kann.

## Fischerei
Bis 1979 intensiv genutzt, wurden im See bis 1989 extensiv Graskarpfen, Silberkarpfen und Marmorkarpfen produziert. Die derzeitige Nutzung erstreckt sich auf den Besatz mit Jungfischen, Fischerei findet vor allem am Planfließ statt.
So gibt es vor allem Bestände von Aal, Barsch, Hecht, Karpfen, Schleien, Wels und Zander. Das Angeln ist unter besonderer Berücksichtigung der Schutzbestimmungen des Naturparks Schlaubetal gestattet.

## Sonstiges
Am Südostufer befindet sich der Naturcampingplatz „Großer Treppelsee“ mit einer unbewachten Badestelle. Ganz in der Nähe liegt Bremsdorf.